# Ashita e kakeru hashi
Ashita e kakeru hashi (jap. 明日へ架ける橋) – osiemnasty singel japońskiej piosenkarki Mai Kuraki, wydany 19 maja 2004 roku. Utwór tytułowy został wykorzystany jako piosenka przewodnia w trzech TV dramach: Hikeshiya Komachi (jap. 火消し屋小町), Motto koi seyo otome (jap. もっと恋セヨ乙女) oraz Dream ~100 Million Yen in 90 Days~ (jap. ドリーム~90日で1億円~ Dorīmu 〜90-nichi de 1 oku-en〜). Singel osiągnął 3 pozycję w rankingu Oricon i pozostał na liście przez 16 tygodni, sprzedał się w nakładzie 90 588 egzemplarzy. Singel zdobył status złotej płyty.

## Lista utworów
| Nr | Tytuł                                                        | Słowa      | Kompozycja        | Aranżacja                       | Czas |
| -- | ------------------------------------------------------------ | ---------- | ----------------- | ------------------------------- | ---- |
| 1. | "Ashita e kakeru hashi" (jap. 明日へ架ける橋)                | Mai Kuraki | Akihito Tokunaga  | Daisuke Ikeda, Akihito Tokunaga | 3:59 |
| 2. | "Lover Boy"                                                  | Mai Kuraki | Aika Ōno          | DJ ME-YA                        | 4:34 |
| 3. | "Ai o motto" (jap. 愛をもっと)                               | Mai Kuraki | YOKO Black. Stone | YOKO Black. Stone               | 4:24 |
| 4. | "Ashita e kakeru hashi" (jap. 明日へ架ける橋) (Instrumental) |            | Akihito Tokunaga  | Daisuke Ikeda, Akihito Tokunaga | 3:59 |

## Notowania
| Lista                       | Pozycja |
| --------------------------- | ------- |
| Oricon Daily Singles Chart  | 2       |
| Oricon Weekly Singles Chart | 3       |
| Oricon Yearly Singles Chart | 111     |